# Опп, Эдвард
Эдвард Дин Оппенгеймер (англ. Edward Dean Oppenheimer), более известный как Эдвард Опп (англ. Edward Opp; род. 4 июня 1957 в городе Уичито-Фолс, штат Техас, США) — фотограф, журналист, лауреат World Press Photo, обладатель премии «Золотой глаз России». В прошлом руководитель фотослужбы ИД «Коммерсантъ», директор агентства «Фото ИТАР-ТАСС».

## Биография
Родился 4 июня 1957 г. в городе Уичито-Фолс, штат Техас, США. Отец родился в семье немецких эмигрантов, а мать — в семье ирландского происхождения. Эдвард Опп вырос в маленьком городе, Кламат Фалс, штат Орегон, США. В возрасте 13 лет переехал в Японию, город Йокогама, где прожил год в семье дяди, тогда же купил первый фотоаппарат, занимался в школьном фотокружке. В старших классах работал фотографом-лаборантом в местной газете «Herald and News». В дальнейшем работал в сферах, не связанных с фотографией, к которой вернулся только после переезда в Россию в 1992 г.
В 1980 г. окончил факультет экономики университет Lewis and Clark College c красным дипломом, вторая специальность — французский язык, литература. В последние годы учёбы начал серьёзно заниматься музыкой, и в 1981 г. поступил в «L’Universite Musicale Internationale de Paris» на факультете классической гитары в Париже, обучался у мастера Michel Sadanowski.
В 1983 г. после травмы правой руки был вынужден бросить музыку. Переехал в Нью-Йорк, устроился на работу аналитиком по маркетингу в компании Nabisco. Параллельно брал уроки актёрского мастерства на вечернем отделении в знаменитой школе HB Studio в Гринвич-Виллидже. В 1985 г. начал самостоятельно изучать программирование, в 1987 г. переехал в Стокгольм, Швеция, работал программистом в стартап-компании «Dynasoft», занимающейся разработкой компьютерных систем безопасности.
В 1989 году совершил туристическую поездку в СССР, под впечатлением которой решил вскоре вернуться, и год изучал русский язык в Ленинградском Государственном университете. После событий, случившихся в СССР в 1991 г., Эдвард Опп принял решение переехать в Москву, где в 1992 г. устроился на работу фотокорреспондентом в ИД Коммерсантъ. Учился на фотокурсах у Александра Лапина. В это время также сотрудничал с международными изданиями, фотоагентствами, такие как Time Magazine, The New York Times, Washington Post, Fortune, Stern, Sunday Times, The Independent, Black Star, Sipa Press.
Эдвард Опп интересовался в России различной социальной тематикой — жизнь в малонаселённых пунктах, детские дома, вопросы здравоохранения. Он много снимал в Чечне и на Северном Кавказе во время первой чеченской войны, в том числе захват заложников в Будённовске, события в Первомайском для журнала «Time Magazine». Был аккредитованным фотокорреспондентом в Государственной думе, делал протокольные съёмки первого Президента России Бориса Ельцина. Некоторые отзываются о его фотографическом стиле как бесстрастном, холодном, документальном. С 1998 г. возглавляет Фотослужбу ИД Коммерсантъ.
Увлекается латиноамериканскими танцами, интересуется русской литературой, китайским учением даосизм.

## Фильмография
- 2018 — Операция «Сатана» — генерал ВВС США Джон Адамс
- 2020 — Оптимисты — американский дипломат
- 2022 — Петрополис — премьер-министр Великобритании
- 2023 — Плакать нельзя — адвокат
- 2024 — Игры — редактор

## Фотовыставки, Проекты
- 2002 г. — «Первополосные кадры», Фотовыставка ИД «Коммерсантъ», Москва[18]
- 2004 г. — «Первополосные кадры», Фотовыставка ИД «Коммерсантъ», ГМИИ им. Пушкина, Москва[19][20][21]
- 2007 г. — «Первополосные кадры», Фотовыставка ИД «Коммерсантъ», Московский международный кинофестиваль — 2007, кинотеатр «Октябрь», Москва[22]
- 2008 г. — «Эдди Опп. Взгляд со стороны», персональная фотовыставка, Московский дом фотографий, Москва[23][24][25]
- 2010 г. — «Первополосные кадры», Фотовыставка ИД «Коммерсантъ», Михайловский театр, Санкт-Петербург[26][27]
- 2012 г. — «Свободная камера», Фотовыставка ИД «Коммерсантъ», Московский Дом Фотографий, Москва[28][29]
- «Flash-Фото», мультимедиенный фотопроект ИД "Коммерсантъ[30]

## Другая деятельность
- Приглашённый лектор, «Свобода прессы в России», Центр российских исследований Девиса, Гарвардский университет, Кеймбридж, Массачутсес, США., 2001 г.[31]
- Член жюри, «Всероссийский конкурс Газетный дизайн», при поддержке Всемирного общества газетного дизайна (SND), Ассоциации независимых региональных издателей, 2005 г.[32][33][34]
- Член жюри, «Серебряная Камера», 2002—2012 гг.[35][36][37]
- Член жюри, «Лучшие фотографии России», в Центре современного искусства Винзавод[38], при продержке Министерства культуры РФ, 2008—2011 гг.[39]
- Приглашённый лектор, Факультет журналистики, МГУ им. М. В. Ломоновова[40]
- Мастер-классы по фотожурналистике в Москве и по России[41][42][43][44]
- Приглашённый консультант, Национальная гильдия профессиональных консультантов России. «Кадровая мотивация и управление персоналом», 2004-5 гг.[45]

## Награды
- 1993, World Press Photo. 2-е место, Новости с места события — серии: «Штурм белого дома»[1]
- 1996, Всероссийский фотоконкурс «Интерфото»[46]
  - Гран-при, серия «Заложники в Будённовске»
  - 1-е место — Люди в новостях, «Борис Ельцин, Александр Коржаков»
- 2003, Золотой глаз России, Союз журналистов России[2]

## Интервью
- «Карьера иностранца в России», Огонёк, август 1998[47]
- «Особое мнение», Эхо Москвы, 18.06.2003[48]
- «Золотой глаз России», Персона, № 58, 2006[49]
- «Твердый взгляд», Фото и Видео, 22.03.2007[50]
- «Америка России подарила Оппа», И. Свинаренко, Медведь, ноябрь 2007[51][52]